# Christian Falster

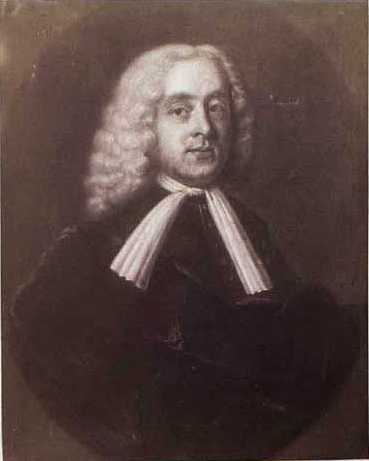
Christian Falster.

Christian Falster, född den 1 januari 1690 i Branderslev på Lolland, död den 24 oktober 1752 i Ribe, var en dansk skald och filolog.
Falster blev 1723 rektor i Ribe; både 1719 och 1732 erbjöds honom professur vid Köpenhamns universitet. Som filolog förvärvade han sig ett ansett namn även i utlandet genom sina latinska ordbokssamlingar och sin iver att rensa latiniteten från barbarismer samt stod i brevväxling med många utländska lärda. Hans grundliga kommentarer till Gellius förblev otryckta; däremot utkom hans danska översättning av Ovidius klagosånger (1719; 3:e upplagan 1738), som vann stort bifall, Amoenitates philologicæ (3 band, 1729–1732), en samling essayer i samtalsform på utmärkt latin, och 11 originalsatirer (1720–1742), som med Juvenalis till förebild gisslade tidens dårskaper (utgivna samlade av Christen Thaarup 1840 jämte Falsters biografi).